# Georg Haltmeyer
Georg Haltmeyer (* 12. Dezember 1803 in Hörbranz (Vorarlberg); † 29. Oktober 1867 in Wien) war ein österreichischer Geowissenschaftler und Hochschuldirektor.

## Leben
Georg Haltmeyer studierte zuerst Medizin und Philosophie und promovierte 1835 in Wien (Dr. med.). Er war dann als Universitätsassistent an der mineralogischen und zoologischen Lehrkanzel der Universität Wien tätig. Er war Schüler des Mineralogen Friedrich Mohs (1773–1839). Er leitete, ungeachtet seiner Studien, in Graz über 20 Jahre die mineralogische Sammlung des Universalmuseum Joanneum, unterrichtete Mineralogie und Geognosie. Er wurde 1842 zum Professor für Mineralogie am Joanneum in Graz ernannt, 1843 zum Kustos der mineralogischen Sammlung des Joanneums und 1846 zum Vizedirektor des Joanneum.
Georg Haltmeyer wurde 1858 zum Direktor des k.k. Polytechnischen Institut (heute Technische Universität Wien) berufen und ernannt.  Nach der Ausarbeitung und Genehmigung eines Statuts unter seiner Federführung erhielt das Polytechnikum nach seiner Amtszeit frei gewählte Rektoren. 1866 trat er in den Ruhestand.

## Werk
- Georg Haltmeyer; Franz Leydolt (Hg), Friedrich Mohs und sein Wirken in wissenschaftlicher Hinsicht – Ein biographischer Versuch, entworfen, und zur Enthüllungsfeier seines Monumentes im st. Johanneums-Garten zu Grätz, Wien 1843, Kaulfuss & Prandel.